# Нарбутовка
Нарбутовка (укр. Нарбутівка) — село, Берёзовская сельская община, Шосткинский район, Сумская область, Украина.
Код КОАТУУ — 5921583705. Население по переписи 2001 года составляло 70 человек.

## Географическое положение
Село Нарбутовка находится на берегу реки Яновка, выше по течению примыкает село Месензовка, ниже по течению на расстоянии в 0,5 км расположено село Зорино. Рядом проходит железная дорога, станция Холмовка на расстоянии в 1 км.

## Известные люди
- Нарбут Георгий Иванович (1886—1920) — художник, родился в селе Нарбутовка
- Нарбут Владимир Иванович (1888—1938) — поэт, литературный критик, родился в селе Нарбутовка